# Brachyplatystoma vaillantii
Espèce
Brachyplatystoma vaillantii est une espèce de poissons-chats de la famille des Pimelodidae, que l'on trouve dans le bassin de l'Amazone de l'Orénoque et les principaux fleuves des Guyanes et du nord-est du Brésil,. Il peut atteindre la taille d'1 mètre.
Le poisson est nommé en l'honneur de François Levaillant (1753-1824), explorateur, naturaliste et collectionneur zoologique français, qui a apporté les spécimens types en Europe.

## Répartition
C'est une espèce très répandue que l'on trouve dans les rivières et les estuaires des bassins versants de l'Amazone et de l'Orénoque, des Guyanes et du nord-est du Brésil.

## Description
Il peut atteindre une longueur de 150 cm. Le dos est gris foncé à gris clair ou brun, sans taches ni rayures. Le ventrum est beaucoup plus pâle, ce qui donne une nuance frappante.
Il est entièrement piscivore et se nourrit de loricariidés et d'autres poissons de fond.

## Écologie
On le trouve dans les systèmes d'eau douce et d'eau saumâtre. Il s'agit d'un poisson démersal qui habite généralement les eaux boueuses et les canaux profonds et courants. Les juvéniles et les subadultes sont des migrateurs.